# Cerapachys nkomoensis
Cerapachys nkomoensis är en myrart som först beskrevs av Auguste-Henri Forel 1916.  Cerapachys nkomoensis ingår i släktet Cerapachys och familjen myror. Inga underarter finns listade i Catalogue of Life.

## Bildgalleri

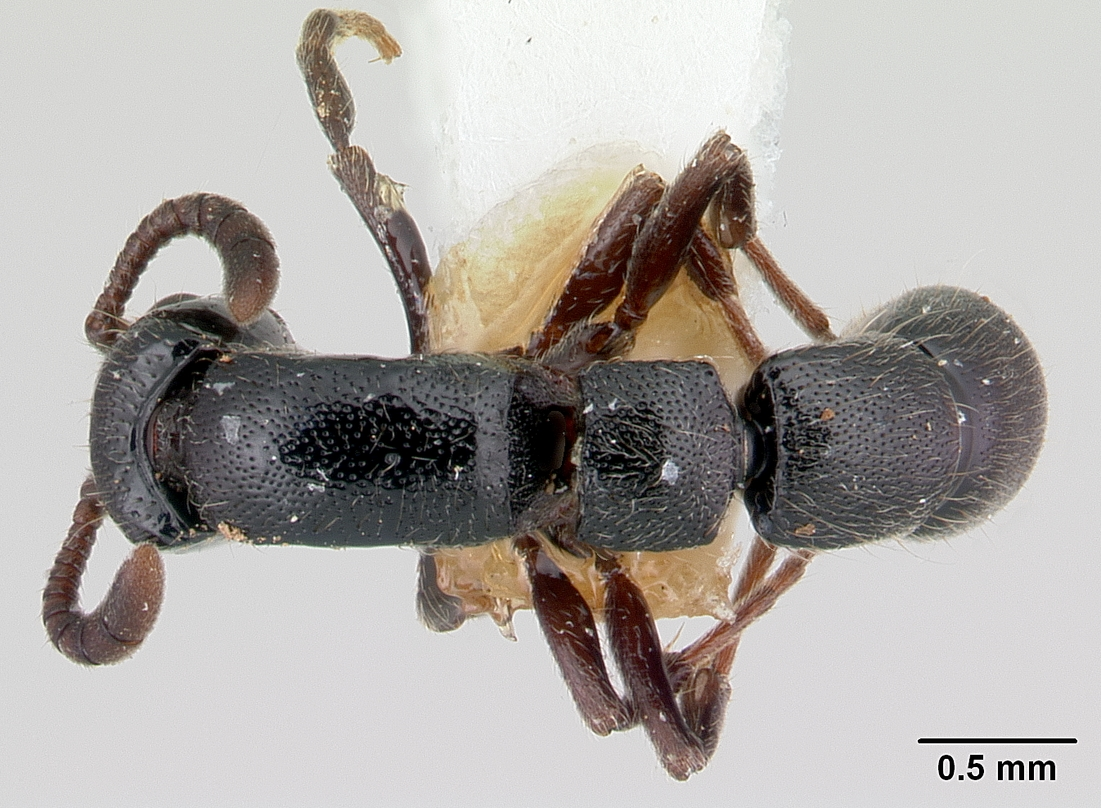
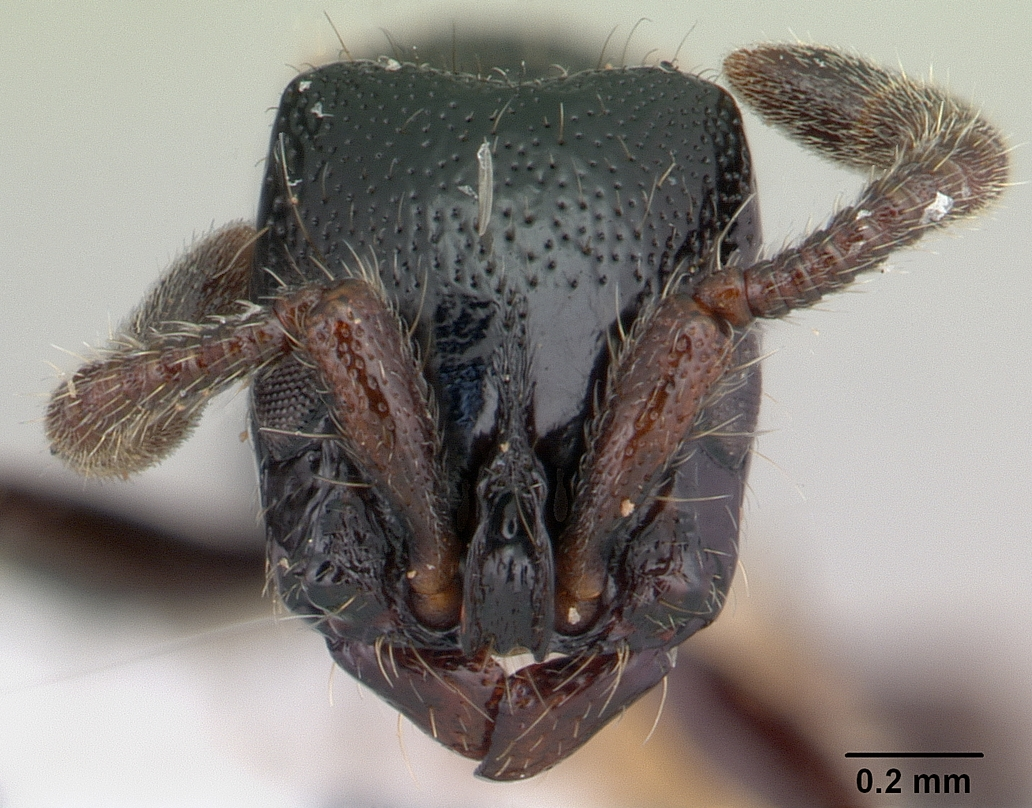
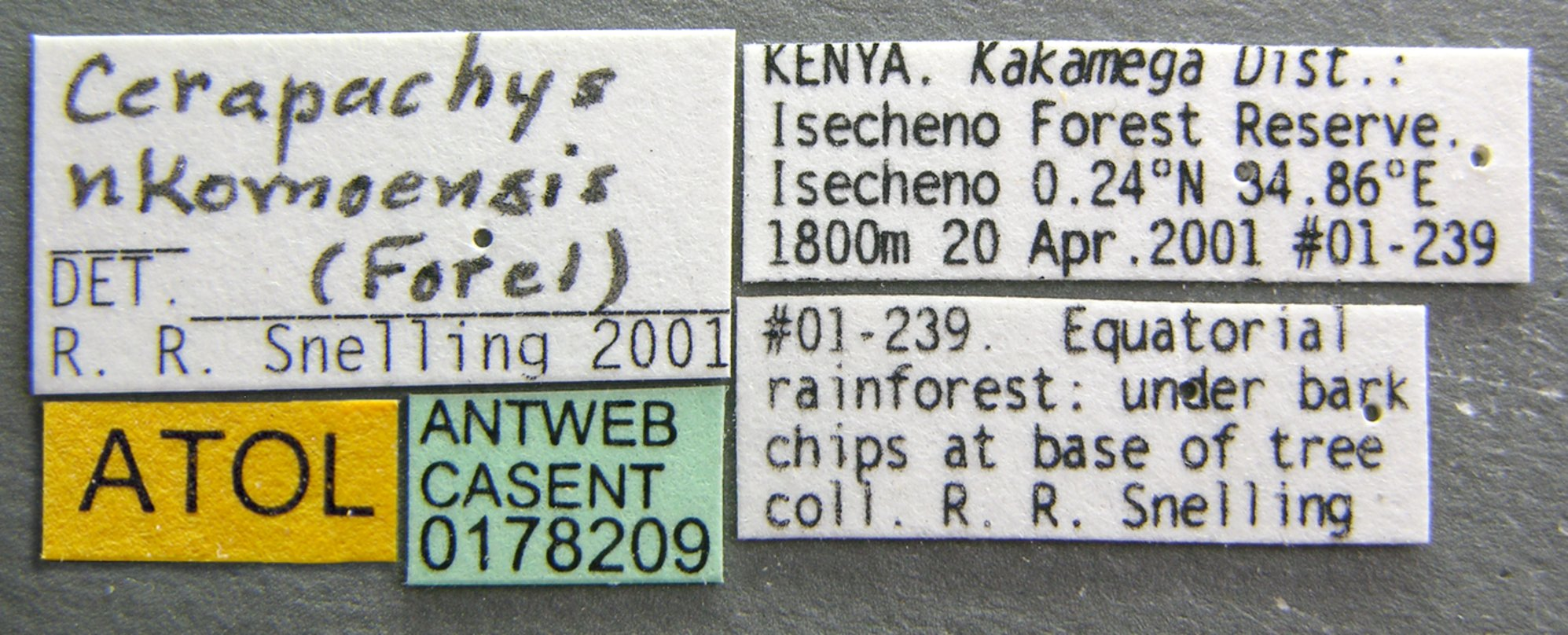
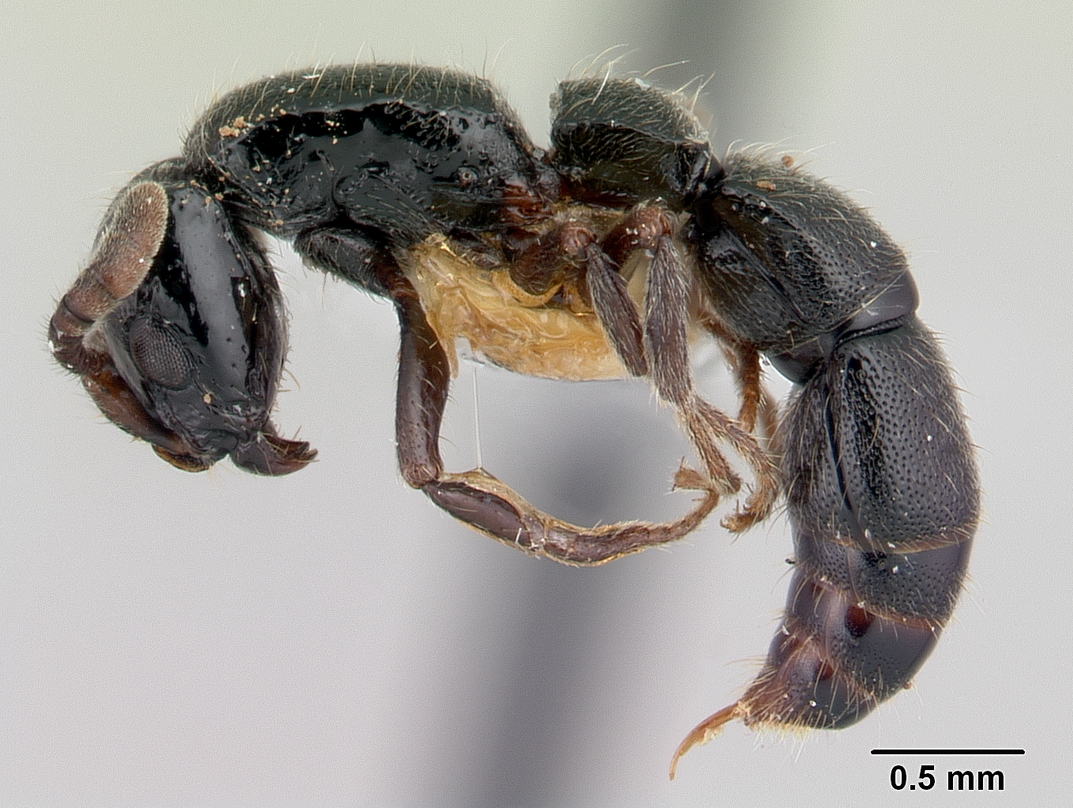